# Retroflexie
Retroflexie of retroversie is een achterwaartse beweging van een ledemaat vanuit de neutrale uitgangshouding, de anatomische houding.
Retroflexie kan plaatsvinden in het schoudergewricht en het heupgewricht. Het tegenovergestelde van retroflexie is anteflexie. In plaats van retroflexie en anteflexie wordt ook flexie voor het buigen en extensie voor strekken gezegd, in gewrichten waarin de bewegingsrichting is beperkt tot alleen voor- of achterwaarts, zoals het ellebooggewricht en het kniegewricht, alleen flexie en extensie.